# Llista de jugadors de pilota basca
Heus ací una llista dels jugadors més destacats de Pilota basca, ordenats segons la modalitat.
Cal tenir en compte, però, que algunes, com la pilota a mà estan altament professionalitzades, mentre que d'altres, com la laxoa són practicades només per afeccionats.

## Cesta-Punta
- Jesús Abrego
- Joseph Apesteguy
- Koteto Ezkurra
- Fernand Forgues

## Pala
- Juan Pablo García
- Óscar Insausti

## Pilota a mà

### A
- Imanol Agirre
- Julian Albizuri
- Iñigo Altuna
- Martin Alustiza
- Jon Apezetxea
- Unai Apeztegia
- Alexis Apraiz
- Arturo Arbizu
- Jokin Argote
- Thierry Harizmendi, Arizmendi
- Fernando Arretxe, Arretxe I
- Iker Arretxe, Arretxe II
- Asier Arruti
- Mariano Juaristi Mendizabal, Atano III
- José María Juaristi Mendizabal, Atano VII
- Auxkin Perez, Auxkin

### B
- Iosu Baleztena
- Abel San Martín Campos, Barberito I
- Abel Barriola
- Aritz Begino
- Mikel Belloso
- Alberto Beloki, Beloki II
- Ruben Beloki, Beloki I
- Juan Mari Bengoetxea, Bengoetxea III
- Mikel Bengoetxea, Bengoetxea IV
- Oinatz Bengoetxea, Bengoetxea VI
- Hodei Beobide
- Asier Berasaluze, Berasaluze IX
- Pablo Berasaluze, Berasaluze VIII

### C
- Miguel Capellán
- Ismael Chafee

### D
- Alberto del Rey
- Iñigo Diaz

### E
- Andoni Eguskiza
- Aitor Elkoro
- Inaxio Errandonea
- Jokin Errasti
- Iñaki Esain
- Iñaki Eskudero
- Patxi Eugi
- Pedro Martinez de Eulate

### G
- Ladis Galartza, Galartza III
- Enrike Galartza, Galartza V
- Xabier Galartza, Galartza VI
- Miguel Gallastegi Ariznabarreta
- Roberto García Ariño, García Ariño IV
- Sebastien Gonzalez
- Mikel Goñi, Goñi II
- Fernando Goñi, Goñi III

### I
- Jose Migel Iturriotz

### K
- Juantxo Koka

### L
- Julián Lajos
- Iñaki Larralde
- Oskar Lasa, Lasa III
- Aritz Laskurain
- Iñigo Leiza

### M
- Antxon Maiz Bergara, Maiz II
- Juan Martinez de Irujo
- José Martín Martinikorena
- Aratz Mendizabal, Mendizabal I
- Oier Mendizabal, Mendizabal II

### N
- Jorge Nagore
- Iñigo Benito, Nalda III

### O
- José María Palacios Moraza, Ogeta
- Asier Olaizola, Olaizola I
- Aimar Olaizola, Olaizola II
- Juan Bautista Oreja, Oreja III
- Jabier Oteiza
- Iñaki Otxandorena

### P
- Pampi Laduche
- Iñigo Pascual
- Patxi Ruiz
- Kepa Peñagarikano
- Elías Pierola Echevarri, Pierola II

### R
- Raimundo Blanco, Rai
- Juan Ignacio Retegi, Retegi I
- Julián Retegi, Retegi II
- Julen Retegi, Retegi Bi

### S
- Ekaitz Saralegi
- Miguel Soroa Goitia, Soroa II

### T
- Augusto Ibáñez, Titín III
- Francisco Larrañaga Albizu, Txikito d'Iraeta

### U
- Mikel Unanue
- Xabier Urberuaga
- Rober Uriarte
- Pablo Urrizelki

### V
- Salvador Vergara Larralde, Vergara II

### W
- Agustín Alonso Waltary

### X
- Yves Salaberry, Xala

### Z
- Oier Zearra
- Aitor Zubieta Albarracín, Zubieta